# Almindelig bregnepors
Almindelig bregnepors (Comptonia peregrina) er en lille, løvfældende busk. Væksten er krybende til opstigende. På rødderne dannes knolde, hvor planten i samarbejde med en svamp får adgang til biologisk brugbart kvælstof.

## Beskrivelse
Barken er først brun og tæt behåret. Senere bliver den mere gråbrun og hårløs. Gamle grene kan få opsprækkende bark. Knopperne er modsatte, små og brune. Bladene er elliptiske med grove tænder langs randen. Oversiden er blank og mørkegrøn, mens undersiden er lyst grågrøn. Begge sider er rigt besat med dunhår og kirtler, som afgiver en duftende harpiks. 
Blomstringen sker i maj-juni, og hanlige og hunlige rakler findes på hver sit individ. Planter med hunlige blomster har dem siddende ved skudspidsen. Frugterne er piggede og rummer hver 4 frø.
Rodnettet består af et højtliggende, stærkt forgrenet system af siderødder ofte med dannelse af rodfilt. Planten danner massive netværk af underjordiske skud, som bærer både grene og rødder. På rødderne dannes knolde i samarbejde med strålesvampe af slægten Frankia. Dette skaffer den det nødvendige kvælstof.
Højde x bredde: 1,5 x 3 m (dette inklusive udløberskud). 

## Hjemsted
Almindelig bregnepors vokser på veldrænet, tør og sur bund i det nordøstlige USA og Canada. På sandsletter og i sandede floddale med sur bund ("Pine barren") langs kysterne i det nordlige Michigan findes arten sammen med bl.a. amerikansk asp, banks fyr, bølget bunke, fliget viol, glansbladet hæg, harpiksfyr, kalkunfod, lav blåbær, Liatris aspera (en art af pragtskær), liden præriegræs, næbhassel, Potentilla arguta (en art af potentil), sandkirsebær, spinkel kambunke og Stipa spartea (en art af fjergræs)

## Værtsplante
Bregnepors er værtsplante for en rustsvamp (Cronartium comptoniae), der hæmmer banksfyr (Pinus banksiana) i væksten.
| Portal | Portal:Botanik |

## Note
1. ↑  web4.msue.msu.edu: M.A. Kost, D.A. Albert, J.G. Cohen, B.S. Slaughter, R.K. Schillo, C.R. Weber og K.A. Chapman: Natural Communities of Michigan: Classification and Description, 2007 (engelsk)